# Kati Tolmoff
Kati Tolmoff (* 3. Dezember 1983 in Tartu) ist eine estnische Badmintonspielerin.

## Karriere
Tolmoff ist mehrfache Gewinnerin der Badmintonmeisterschaften Estlands. Dort spielt sie sowohl Damendoppel, Dameneinzel als auch Mixed. Außerhalb ihrer Heimat gewann Kati Tolmoff mehrere Titel bei den Lithuanian International und einen Titel bei den Cyprus International.
Bei den Badminton-Weltmeisterschaften 2005 in Anaheim erreichte sie die 2. Runde, schied dort aber gegen die Japanerin Kaori Mori aus. Bei den Olympischen Sommerspielen 2008 in Peking nahm Kati Tolmoff am Badminton-Einzelturnier teil. In der ersten Runde verlor sie dort gegen Chloe Magee aus Irland mit 1:2 Sätzen.

## Sportliche Erfolge
| Saison | Veranstaltung                               | Disziplin   | Platz | Name                                |
| ------ | ------------------------------------------- | ----------- | ----- | ----------------------------------- |
| 2000   | Estland: Einzelmeisterschaften              | Dameneinzel | 1     | Kati Tolmoff                        |
| 2001   | Estland: Einzelmeisterschaften              | Dameneinzel | 1     | Kati Tolmoff                        |
| 2001   | Estland: Einzelmeisterschaften              | Mixed       | 1     | Heiki Sorge / Kati Tolmoff          |
| 2001   | Estland: Einzelmeisterschaften der Junioren | Damendoppel | 1     | Kati Tolmoff / Kai-Riin Saluste     |
| 2002   | Estland: Einzelmeisterschaften              | Mixed       | 1     | Heiki Sorge / Kati Tolmoff          |
| 2002   | Estland: Einzelmeisterschaften der Junioren | Dameneinzel | 1     | Kati Tolmoff                        |
| 2002   | Estland: Einzelmeisterschaften              | Dameneinzel | 1     | Kati Tolmoff                        |
| 2003   | Estland: Einzelmeisterschaften              | Damendoppel | 1     | Kati Tolmoff / Kai-Riin Saluste     |
| 2003   | Estland: Einzelmeisterschaften              | Mixed       | 1     | Indrek Küüts / Kati Tolmoff         |
| 2004   | Estland: Internationale Meisterschaften     | Dameneinzel | 1     | Kati Tolmoff                        |
| 2004   | Estland: Internationale Meisterschaften     | Damendoppel | 1     | Kati Tolmoff / Solenn Pasturel      |
| 2004   | Litauen: Internationale Meisterschaften     | Damendoppel | 1     | Kristina Dovidaitytė / Kati Tolmoff |
| 2004   | Litauen: Internationale Meisterschaften     | Dameneinzel | 1     | Kati Tolmoff                        |
| 2004   | Estland: Einzelmeisterschaften              | Dameneinzel | 1     | Kati Tolmoff                        |
| 2005   | Lettland: Internationale Meisterschaften    | Damendoppel | 1     | Kati Tolmoff / Kai-Riin Saluste     |
| 2005   | Estland: Einzelmeisterschaften              | Dameneinzel | 1     | Kati Tolmoff                        |
| 2005   | Lettland: Internationale Meisterschaften    | Dameneinzel | 2     | Kati Tolmoff                        |
| 2005   | Estland: Internationale Meisterschaften     | Dameneinzel | 1     | Kati Tolmoff                        |
| 2005   | Riga International                          | Dameneinzel | 2     | Kati Tolmoff                        |
| 2005   | Riga International                          | Damendoppel | 1     | Kati Tolmoff / Kai-Riin Saluste     |
| 2006   | Estland: Einzelmeisterschaften              | Dameneinzel | 1     | Kati Tolmoff                        |
| 2006   | Estland: Einzelmeisterschaften              | Damendoppel | 1     | Kati Tolmoff / Sandra Kamilova      |
| 2006   | Estland: Internationale Meisterschaften     | Dameneinzel | 1     | Kati Tolmoff                        |
| 2007   | Estland: Einzelmeisterschaften              | Dameneinzel | 1     | Kati Tolmoff                        |
| 2007   | Dutch International                         | Dameneinzel | 1     | Kati Tolmoff                        |
| 2007   | Zypern: Internationale Meisterschaften      | Dameneinzel | 1     | Kati Tolmoff                        |
| 2007   | Estland: Internationale Meisterschaften     | Dameneinzel | 1     | Kati Tolmoff                        |
| 2007   | Türkei: Internationale Meisterschaften      | Dameneinzel | 3     | Kati Tolmoff                        |
| 2008   | Estland: Einzelmeisterschaften              | Damendoppel | 1     | Kati Tolmoff / Ana Linnamägi        |
| 2008   | Croatian International                      | Damendoppel | 1     | Maria Thorberg / Kati Tolmoff       |
| 2008   | Estland: Einzelmeisterschaften              | Dameneinzel | 1     | Kati Tolmoff                        |
| 2008   | Welsh International                         | Dameneinzel | 1     | Kati Tolmoff                        |
| 2009   | Estland: Einzelmeisterschaften              | Dameneinzel | 1     | Kati Tolmoff                        |
| 2011   | Estland: Einzelmeisterschaften              | Dameneinzel | 1     | Kati Tolmoff                        |
| 2012   | Estland: Einzelmeisterschaften              | Dameneinzel | 1     | Kati Tolmoff                        |
| 2012   | Estland: Einzelmeisterschaften              | Damendoppel | 1     | Kati Tolmoff / Laura Vana           |
| 2012   | Estland: Einzelmeisterschaften              | Mixed       | 1     | Raul Must / Kati Tolmoff            |
| 2014   | Estland: Einzelmeisterschaften              | Dameneinzel | 1     | Kati Tolmoff                        |
| 2014   | Estland: Einzelmeisterschaften              | Mixed       | 1     | Raul Must / Kati Tolmoff            |
| 2015   | Estland: Einzelmeisterschaften              | Dameneinzel | 1     | Kati Tolmoff                        |
| 2015   | Estland: Einzelmeisterschaften              | Damendoppel | 1     | Kati Tolmoff / Karoliine Hõim       |
| 2015   | Estland: Einzelmeisterschaften              | Mixed       | 1     | Raul Must / Kati Tolmoff            |
| 2015   | Turkish International                       | Dameneinzel | 1     | Kati Tolmoff                        |
| 2016   | Estland: Einzelmeisterschaften              | Dameneinzel | 1     | Kati Tolmoff                        |